# 博拉戴勒島
博拉戴勒島（英語：Borradaile Island），是南極洲的島嶼，處於揚島東南面7公里，屬於巴雷尼群島的一部分，長4公里、寬2公里，在1839年2月由英國船長發現，現時由南極條約體系管理。